# Massimo Mariotti
Massimo Mariotti (* 22. November 1961 in Biel/Bienne) ist ein ehemaliger Schweizer Fussballspieler, der für den MSV Duisburg 35 Mal in der 2. Bundesliga auf dem Platz stand. Später begann er eine Trainerlaufbahn und arbeitete unter anderem als Jugendcoach und Dolmetscher für den Bundesligisten Borussia Dortmund.

## Spielerkarriere
Mariotti begann das Fussballspielen in seiner Heimatstadt beim FC Biel-Bienne, mit welchem er zwischen 1979 und 1981 in der Nationalliga B, der zweithöchsten Liga der Schweiz, antrat. Wenig später emigrierte er mit seiner Familie nach Deutschland und fand dort im SC Viktoria Köln einen neuen Verein, mit dem er in der drittklassigen Oberliga Nordrhein antrat. In dieser zählten die Kölner zumeist zu den Spitzenmannschaften, ein eventueller Aufstieg in die 2. Bundesliga gelang allerdings nicht. 1988 wechselte er nach Italien zum ebenfalls auf oberem Amateurniveau spielenden AC Rimini 1912. Nach einem Jahr in Rimini gelang ihm im Vorfeld der Saison 1989/90 der Sprung in den Profifussball, indem er durch den deutschen Zweitligaaufsteiger MSV Duisburg verpflichtet wurde.
Der vornehmlich defensiv eingesetzte Spieler war bei seinem Wechsel in den Profifussball bereits 27 Jahre alt und debütierte für den MSV, als er am 26. Juli 1989 bei einem 2:1-Sieg gegen Alemannia Aachen für Patrick Notthoff eingewechselt wurde. In der nachfolgenden Zeit erhielt er regelmässig Spielpraxis, wobei er überwiegend als Einwechselspieler aufgeboten wurde. Im Sommer 1991 gelang es der Mannschaft, das Bundesliga-Gründungsmitglied nach neunjähriger Abwesenheit in die höchste Liga zurückzubringen. Mariotti stand während des darauf folgenden Jahres weiterhin im Kader, allerdings setzte Trainer Willibert Kremer nicht weiter auf ihn. Somit endete seine Profilaufbahn 1992 ohne Bundesligapartie und nach 35 Zweitligaspielen mit einem erzielten Tor.

## Trainer- und Mitarbeiterlaufbahn im Fussball
Auch während seiner Profizeit hatte Mariotti nebenbei gearbeitet, indem er gelegentlich in der Eisdiele seiner Familie in Köln tätig war. Anschliessend arbeitete er im Vertrieb einer Zeitung und nahm zu dieser Zeit auch erstmals Aufgaben als Fussballtrainer wahr. Auf diesem Weg gelangte er schliesslich in den Mitarbeiterstab des Bundesligisten Borussia Dortmund und war ab 2011 Co-Trainer bei der zweiten Mannschaft des BVB. Mit dieser erreichte er am Ende der Saison 2011/12 den Aufstieg in die Drittklassigkeit, nahm allerdings im Anschluss daran einen Wechsel in die Jugendabteilung vor und trainierte von da an das U-13-Team.
Auch bedingt durch seine Herkunft aus der sowohl deutsch- als auch französischsprachigen Stadt Biel/Bienne beherrscht Mariotti diese Sprachen ebenso wie Italienisch fliessend und spricht zusätzlich etwas Spanisch. Aufgrund dessen erhielt er bei Borussia Dortmund ab dem Sommer 2013 einen neuen Aufgabenbereich und sollte als Dolmetscher und Betreuer bei der Integration der Neuverpflichtungen Henrich Mchitarjan, Pierre-Emerick Aubameyang sowie Sokratis helfen. Während die beiden erstgenannten Französisch sprechen, beherrscht der Grieche Papastathopoulos Italienisch. Am 14. Dezember 2013 begleitete er Aubameyang zu dessen Auftritt im aktuellen sportstudio. Ab 2014 betreute er zudem den Italiener Ciro Immobile. Im Juli 2015 änderte sich erneut sein Tätigkeitsfeld, als er in die Dortmunder Scoutingabteilung wechselte.
Seit der Saison 2019/20 ist er als Leiter Integration und Betreuung beim FC Schalke 04 tätig. Zuvor war in diesem Bereich bereits beim VfB Stuttgart tätig.